# Stefan Paruch
Stefan Marceli Paruch (ur. 1978) – polski plastyk, doktor habilitowany sztuk plastycznych.

## Życiorys
W 2002 r. ukończył studia malarskie w Akademii Sztuk Pięknych w Warszawie, w 2009 r. obronił pracę doktorską, w 2018 r. habilitował się na podstawie pracy zatytułowanej Uniformy. Został pracownikiem naukowym na Akademii Pedagogiki Specjalnej im. Marii Grzegorzewskiej.